# Gibraltar
Gibraltar (zniekształcone arab. جبل طارق – Dżabal Tarik, „góra Tarika”) – brytyjskie terytorium zamorskie na południowym wybrzeżu Półwyspu Iberyjskiego, w Europie Południowej. Zajmuje powierzchnię 6,55 km² i jest zamieszkiwany przez 34 003 mieszkańców. Położony jest nad Zatoką Gibraltarską, niedaleko wyjścia Morza Śródziemnego na Ocean Atlantycki (Cieśnina Gibraltarska). Od północy graniczy z hiszpańskim miastem La Línea de la Concepción i zarazem comarką Campo de Gibraltar. Charakterystycznym obiektem górującym nad terytorium jest Skała Gibraltarska. W przeszłości ważna baza Royal Navy, obecnie gospodarka terytorium bazuje głównie na turystyce, handlu, usługach finansowych, sektorze żeglugi morskiej oraz podatku od zakładów bukmacherskich.
Gibraltar jest przedmiotem sporu terytorialnego pomiędzy Wielką Brytanią i Hiszpanią. Spór ten zaostrzył się po decyzji Wielkiej Brytanii o wyjściu z UE. 31 grudnia 2020 roku, Hiszpania i Wielka Brytania osiągnęły porozumienie w sprawie umieszczenia Gibraltaru w bezgranicznej strefie Schengen.

## Historia
W 711 roku Gibraltar był miejscem lądowania berberskiego generała Tarika ibn Zijada, który rozpoczął tam arabski podbój Półwyspu Iberyjskiego.

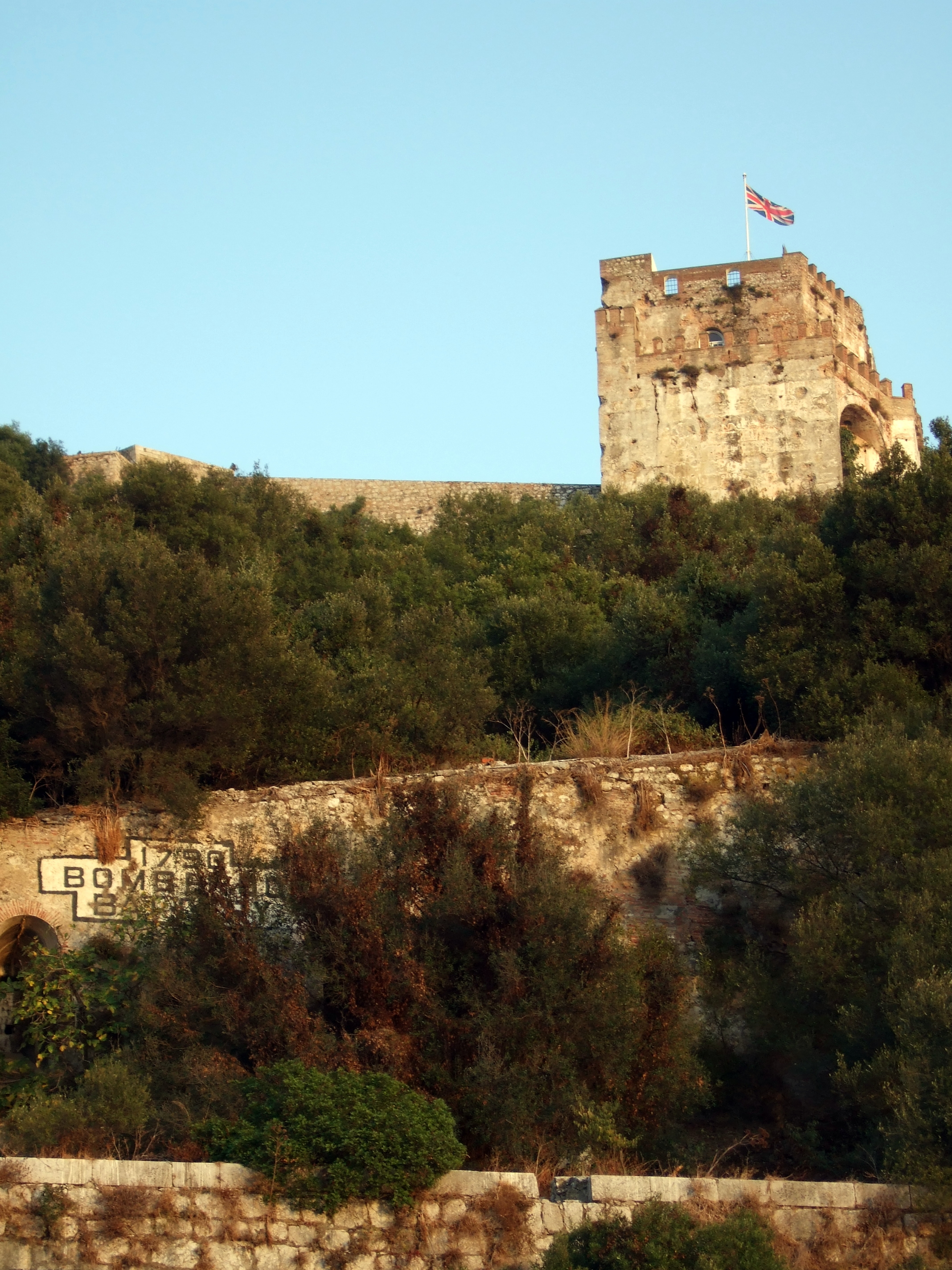
Moorish Castle wybudowany w 711 roku

Od 1309 roku królowie Kastylii toczyli z mauretańskimi władcami Fezu i Grenady walki o Gibraltar, w ich toku doszło do serii ośmiu oblężeń. W 1309 miasto i zamek zostały zdobyte przez Alonso Péreza de Guzmán dla Ferdynanda IV. Wojska Maurów bezskutecznie oblegały miasto w 1315, jednak w toku trzeciego oblężenia, 17 czerwca 1333 zamek został odbity z rąk chrześcijańskich. Ledwie nieco ponad tydzień po jego zdobyciu pod zamek nadciągnęły wojska Alfonsa XI, jednak oblężenie okazało się nieskuteczne. Król powrócił z armią w 1349 i obległ zamek ponownie, jednak w jego obozie wybuchła epidemia czarnej śmierci, na którą zmarł również sam władca; oblężenie zwinięto 27 marca 1350.
W 1410 garnizon zamku wypowiedział lojalność władcom Granady i ślubował wierność władcy Fezu Abu Saidowi Usmanowi III, wobec czego w 1411 doszło do szóstego oblężenia. W jego wyniku miasto powróciło pod panowanie Grenady. W 1436 pod mury zamku nadciągnęła armia pod dowództwem Enrique de Guzmána, wnuka zdobywcy zamku z 1309. Kilka tysięcy żołnierzy wylądowało na plaży u stóp Skały, jednak nowo wybudowane fortyfikacje uwięziły ich pomiędzy wzbierającym przypływem a murami zamku. Enrique de Guzmán utonął, niedobitki wojsk chrześcijańskich uszły pod dowództwem jego syna, Juana Alonso de Guzmána, późniejszego 1. księcia Medina-Sidonia.
Ten powrócił do Gibraltaru w sierpniu 1436, częściowo by odzyskać ciało swojego ojca, które Maurowie zdekapitowali i powiesili na zamkowych murach. Po dwudniowym szturmie ostatecznie 29 sierpnia 1462 roku, podczas ósmego z kolei oblężenia, miasto zostało zdobyte przez wojska chrześcijańskie. Bezpośrednio po szturmie narodził się jednak spór polityczny pomiędzy stronnikami książąt Medina-Sidonia i Ponce de Leon o władanie nad Gibraltarem. Zamek początkowo pozostał w rękach tych pierwszych, jednak spór doprowadził do dziewiątego oblężenia (kwiecień 1466-lipiec 1467), w wyniku którego zamek przeszedł pod panowanie książąt Ponce de Leon. Ostatecznie w 1501 Izabela I Katolicka wydała edykt o przejęciu Gibraltaru przez koronę Hiszpanii.
Sprzymierzone wojska angielskie i holenderskie zajęły Gibraltar w czasie wojny o sukcesję hiszpańską w 1704 roku. Na mocy traktatu pokojowego w Utrechcie w 1713 roku Gibraltar został przekazany Wielkiej Brytanii „na wieczność”.
Podczas II wojny światowej Gibraltar był brytyjską bazą wojskową o kluczowym znaczeniu, blokującą dostęp na Morze Śródziemne. Zbudowano wówczas lotnisko wojskowe, będące późniejszym lotniskiem cywilnym. Gibraltar był podczas wojny kilkakrotnie bombardowany, a statki na jego redzie były atakowane przez włoskich płetwonurków.
Mieszkańcy Gibraltaru dwukrotnie odrzucili w referendach z 1967 i 2002 roku możliwość przejścia terytorium pod hiszpańską jurysdykcję. W 2006 roku Gibraltar otrzymał nową konstytucję, rozszerzającą autonomię wewnętrzną.

## Geografia

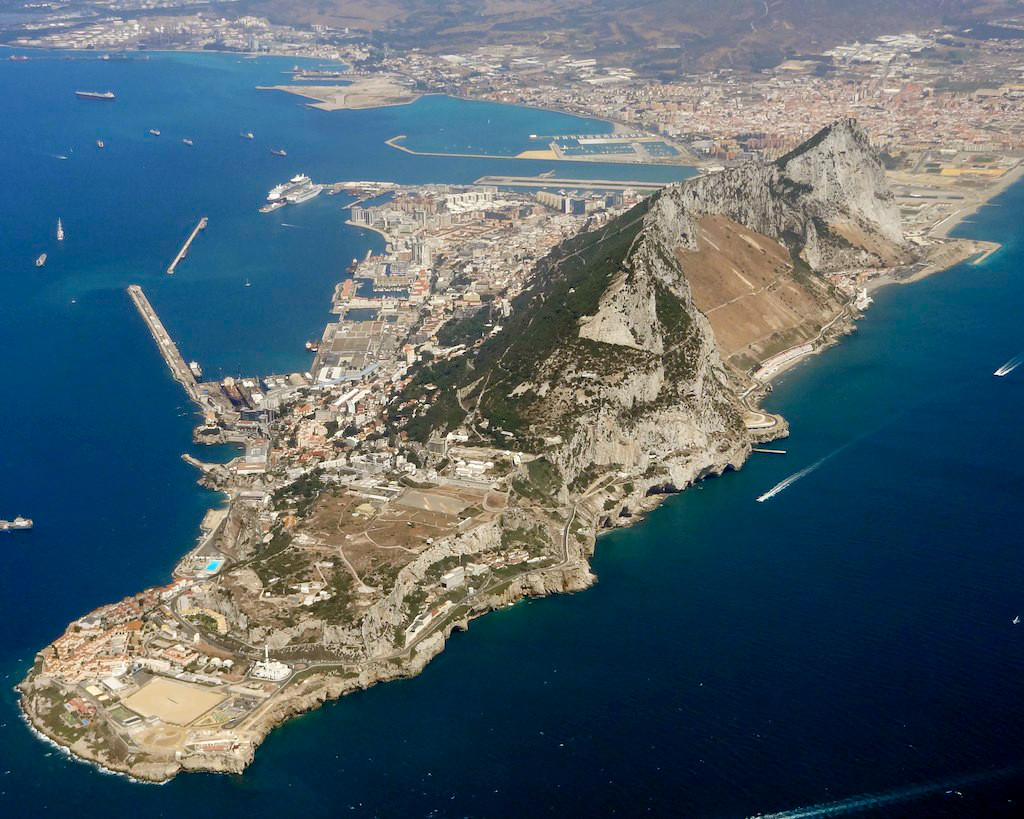
Panorama Gibraltaru

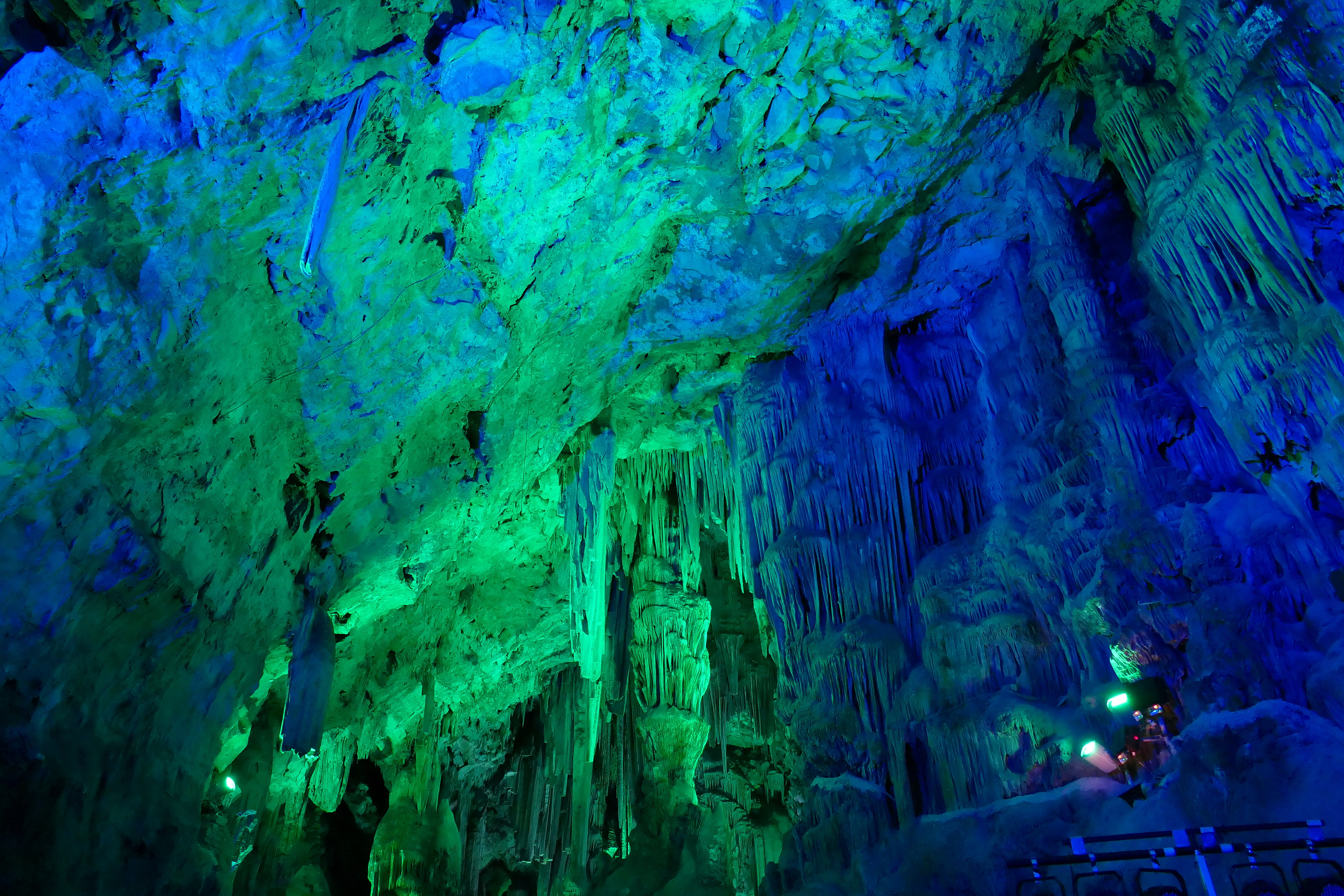
St. Michael’s Cave – jedna z dwóch najbardziej popularnych jaskiń Gibraltaru (wraz z Gorham’s Cave wpisanej na listę światowego dziedzictwa UNESCO)

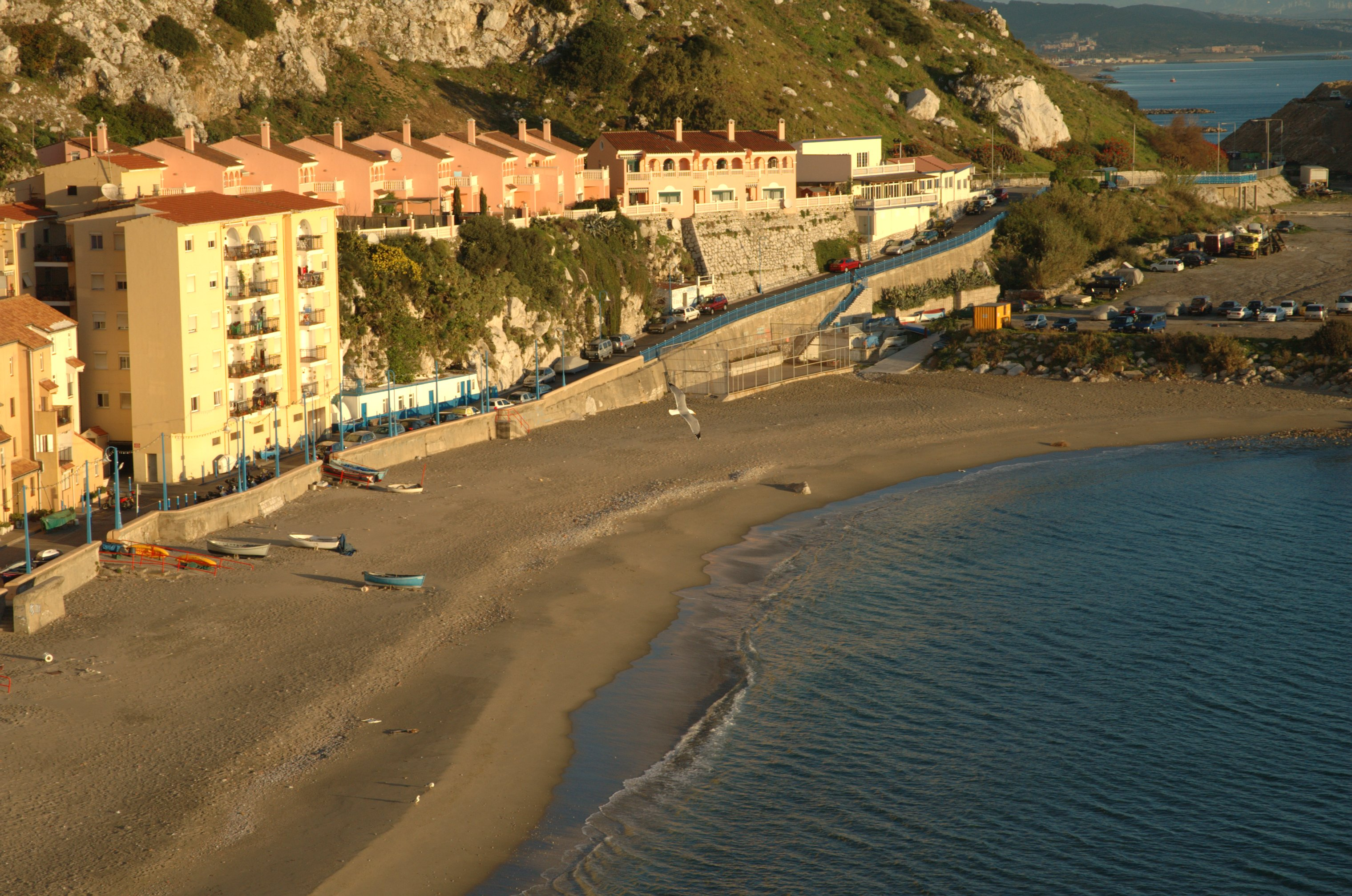
Plaża nad zatoką Catalan Bay zimą

Po wschodniej stronie Gibraltaru (East Side) leżą zatoki Sandy Bay oraz Catalan Bay, po zachodniej stronie leży Zatoka Gibraltarska. Zachodnia część (West Side) jest zamieszkana przez większość populacji miasta. Na północy półwyspu znajduje się przejście graniczne, port lotniczy, niektóre obiekty wojskowe oraz cmentarz wojenny. W północno-zachodniej części znajdują się mariny (porty jachtowe): Marina Bay, Ocean Village i Queensway Quay Marina, a także przystań promowa. Bardziej na południe zlokalizowane jest nabrzeże portu wojskowego i dzielnicy przemysłowej, gdzie umiejscowione są suche doki. Centrum turystycznym jest
Main Street i okoliczne place i ulice, częściowo dostępne tylko dla pieszych.
Od północy graniczy z hiszpańskim Campo de Gibraltar, powiatem które obejmuje miasta La Línea i Algeciras oraz miasteczka San Roque, Los Barrios, Tarifa, Jimena de la Frontera, Castellar de la Frontera i San Martín del Tesorillo. Razem tworzą zespół miejski i obszar metropolitalny o populacji na poziomie ok. 250,000 mieszkańców. Według danych hiszpańskiego Ministerstwa Rozwoju tzw. Wielki Zespół Miejski Zatoki Algeciras/Gibraltar (hiszp. Grande Área Urbana) wewnątrz Campo de Gibraltar ma 235 572 mieszkańców na powierzchni 583 km², w latach 2001–2011 nastąpił wzrost ludności o 33 494 osób, co stanowi wzrost o 16.6%.
Na północ aglomeracji Gibraltaru i Campo de Gibraltar leży park naturalny Los Alcornocales o powierzchni 167 767 ha. Na zachodzie położony jest park naturalny Parque natural del Estrecho o powierzchni 18 931 ha.
Ponieważ Gibraltar nie ma naturalnych zasobów słodkiej wody, w przeszłości pozyskiwano ją z opadów deszczu i gromadzono w potężnych wykutych w Skale Gibraltarskiej zbiornikach. Część słodkiej wody importowano również z Wielkiej Brytanii oraz Holandii i Maroka. Ze względów politycznych Gibraltar nie jest podłączony do hiszpańskiej sieci wodociągowej. Obecnie 90% słodkiej wody pochodzi z odsalania wód morskich.

### Klimat
Gibraltar znajduje się w strefie klimatu subtropikalnego typu śródziemnomorskiego, z bardzo łagodnymi zimami i długimi ciepłymi, miejscami gorącymi latami. Średnia roczna temperatura wynosi ponad 22 °C w dzień i 15 °C w nocy.
W najzimniejszym miesiącu roku – styczniu, średnia temperatura wynosi około 16 °C w dzień, 10 °C w nocy a średnia temperatura morza wynosi 16 °C. Opady śniegu, jak i mróz generalnie nie występują. W najcieplejszym miesiącu roku – sierpniu, średnia temperatura wynosi około 29 °C w dzień, 21 °C w nocy a średnia temperatura morza wynosi około 23 °C.
| Miesiąc                                                                                             | Sty  | Lut  | Mar  | Kwi  | Maj  | Cze  | Lip  | Sie  | Wrz  | Paź  | Lis  | Gru  | Roczna |
| --------------------------------------------------------------------------------------------------- | ---- | ---- | ---- | ---- | ---- | ---- | ---- | ---- | ---- | ---- | ---- | ---- | ------ |
| Średnie temperatury w dzień [°C]                                                                    | 16,3 | 16,8 | 18,5 | 20,0 | 22,4 | 25,6 | 28,2 | 28,4 | 26,1 | 22,6 | 19,2 | 17,0 | 22,8   |
| Średnie dobowe temperatury [°C]                                                                     | 13,5 | 14,1 | 15,6 | 16,7 | 19,0 | 21,9 | 24,2 | 24,6 | 22,9 | 19,8 | 16,6 | 14,6 | 18,3   |
| Średnie temperatury w nocy [°C]                                                                     | 10,8 | 11,4 | 12,6 | 13,4 | 15,6 | 18,2 | 20,2 | 20,8 | 19,6 | 17,0 | 14,0 | 12,1 | 15,5   |
| Opady [mm]                                                                                          | 107  | 99,0 | 74,3 | 65,9 | 33,1 | 8,6  | 1,0  | 8,8  | 20,0 | 80,7 | 122  | 174  | 793    |
| Średnia liczba dni z opadami                                                                        | 7,4  | 6,9  | 5,7  | 6,7  | 3,8  | 1,0  | 0,3  | 0,4  | 2,4  | 6,0  | 7,7  | 9,3  | 58     |
| Średnie usłonecznienie [h]                                                                          | 170  | 171  | 192  | 246  | 301  | 330  | 347  | 326  | 264  | 216  | 150  | 143  | 2854   |
| Źródło: Metéo Climat (1981-2010, dni z opadami dla wartości 1 mm), climatemps.com (nasłonecznienie) |      |      |      |      |      |      |      |      |      |      |      |      |        |

| Sty  | Lut  | Mar  | Kwi  | Maj  | Cze  | Lip  | Sie  | Wrz  | Paź  | Lis  | Gru  | Rok   |
| ---- | ---- | ---- | ---- | ---- | ---- | ---- | ---- | ---- | ---- | ---- | ---- | ----- |
| 16,3 | 15,8 | 15,7 | 16,9 | 18,5 | 21,0 | 22,8 | 23,3 | 21,8 | 20,5 | 18,3 | 16,8 | 18,97 |

## Demografia

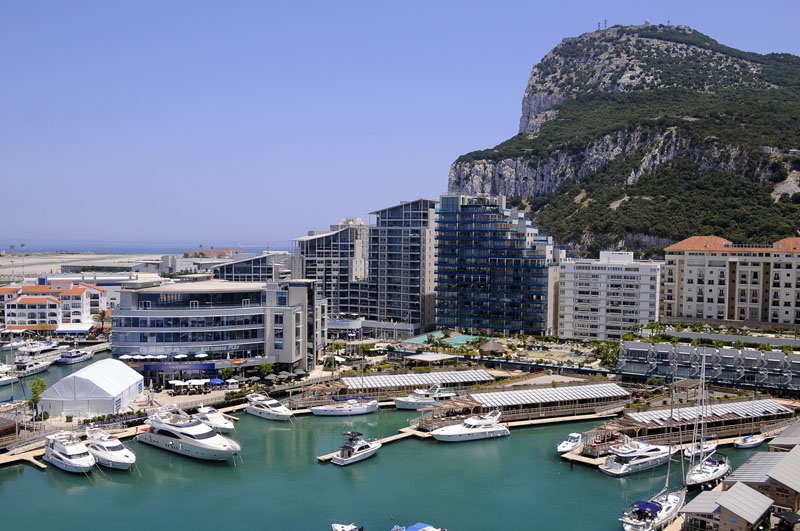
Ocean Village Marina

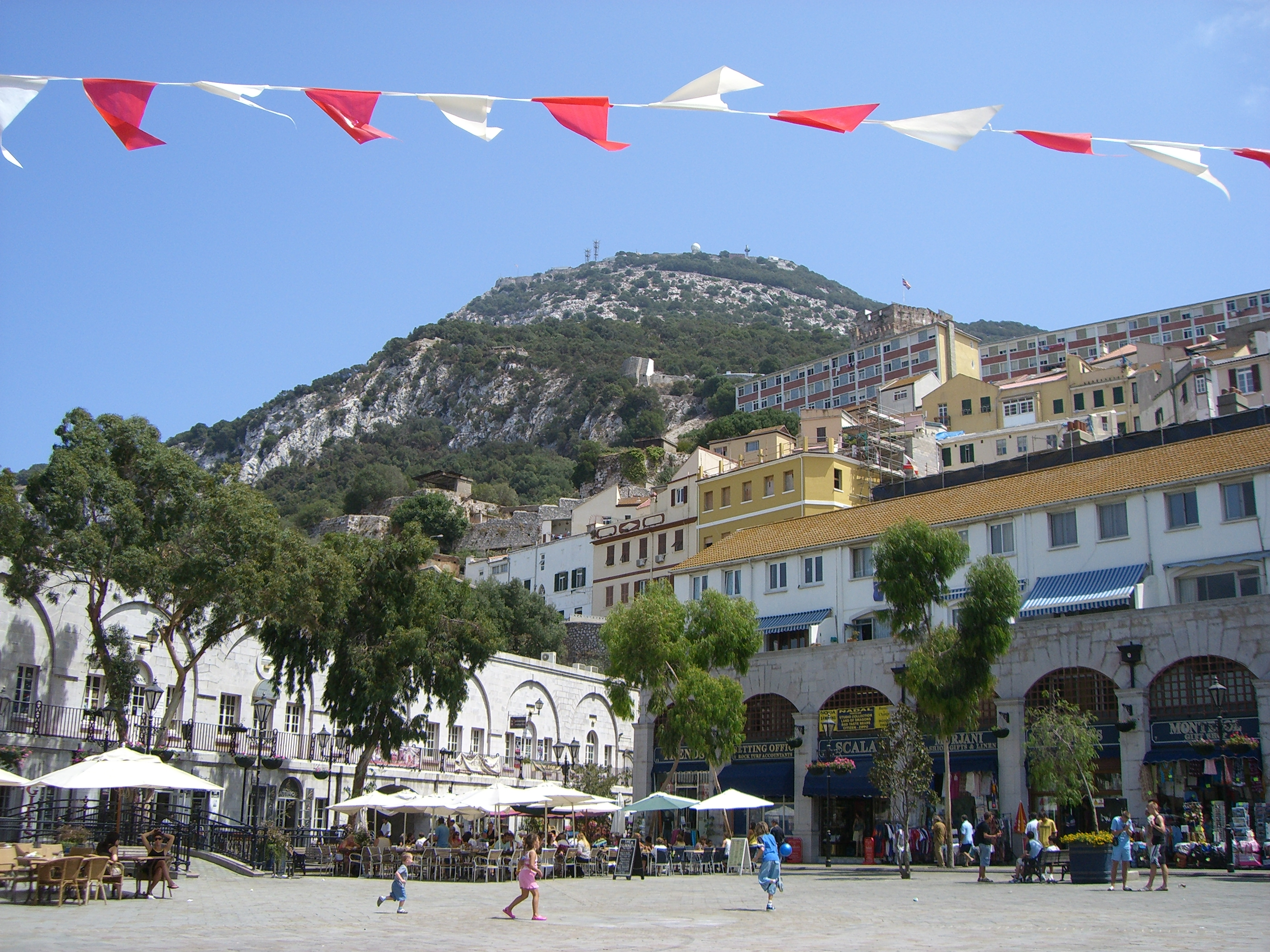
Grand Casemates Square, jeden z dwóch głównych (wraz z John Mackintosh Square) placów na Gibraltarze

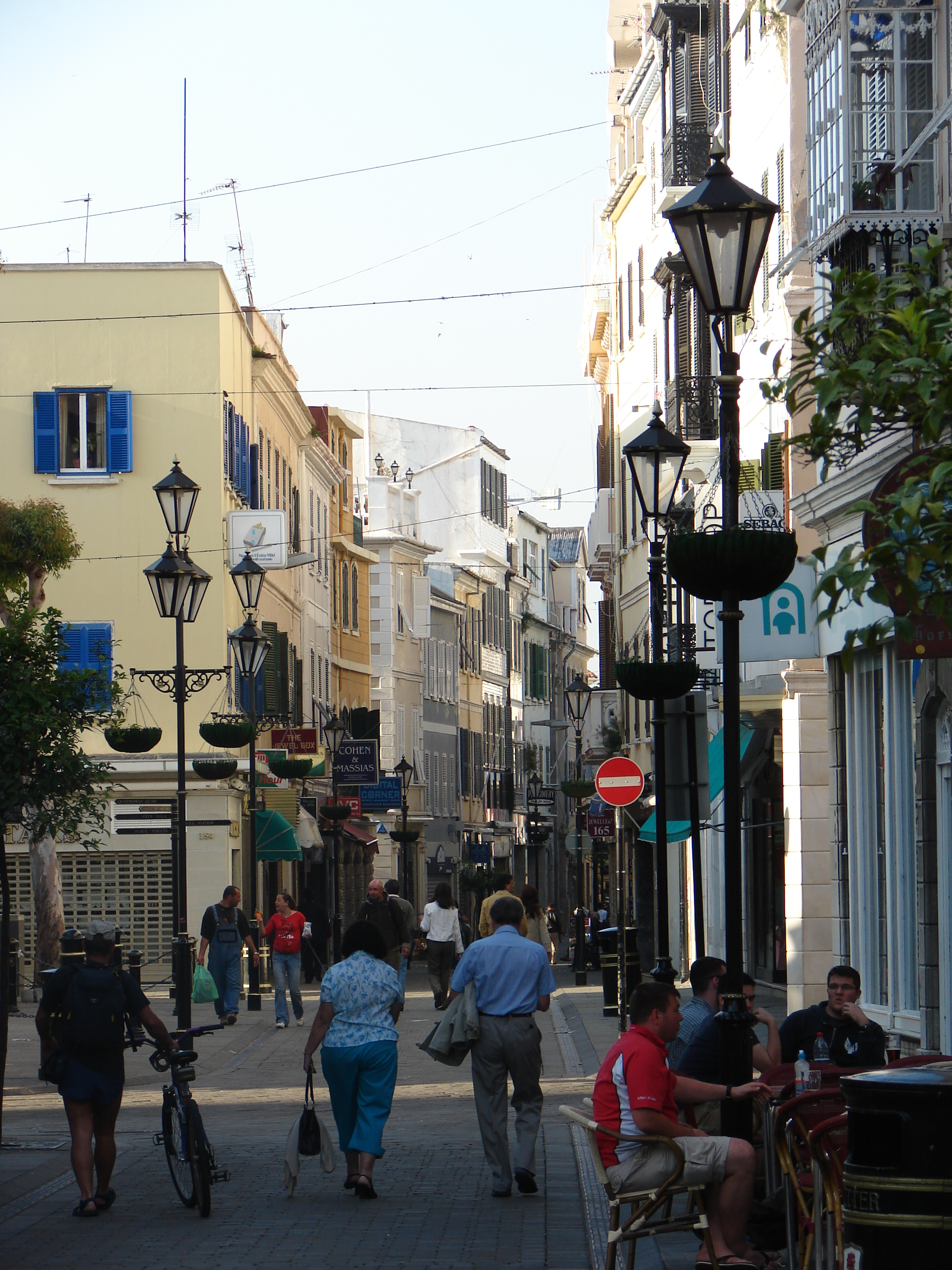
Main Street, Gibraltar

Gibraltar jest jednym z najgęściej zaludnionych regionów świata. Na 6,55 km² zamieszkuje 29 185 osób, co daje średnią 4490 osób/km². Rosnące zapotrzebowanie na wolną powierzchnię rozwiązuje się poprzez meliorację. Takie ziemie zajmują obecnie ok. 10% powierzchni terytorium. Według danych ze spisu powszechnego z 2001 roku, w siedmiu wyodrębnionych dzielnicach miasta zamieszkiwało:
| Lp. | Dzielnica         | Mieszkańców | %      |
| --- | ----------------- | ----------- | ------ |
| 1   | East Side         | 429         | 1,54%  |
| 2   | North District    | 4116        | 14,97% |
| 3   | Reclamation Areas | 9599        | 34,91% |
| 4   | Sandpits Area     | 2207        | 8,03%  |
| 5   | South District    | 4257        | 15,48% |
| 6   | Town Area         | 3588        | 13,05% |
| 7   | Upper Town        | 2805        | 10,20% |
|     | Gibraltar         | 27 495      | 98,18% |

W ciągu ostatnich kilku lat, począwszy od 2002 roku, populację Gibraltaru cechuje przewaga liczby mężczyzn nad liczbą kobiet. W 2008 roku wskaźnik maskulinizacji wyniósł 101,13 mężczyzn na 100 kobiet. W ciągu ostatniego 30-lecia w Gibraltarze notuje się spadkową tendencję liczby narodzin. W 1992 roku urodziło się 569 dzieci, natomiast 7 lat później odnotowano tylko 381 narodzin. W 2008 roku urodziło się 400 dzieci. Zdecydowana większość matek jest w wieku 20–34 lat. Co szósta z nich ma 35 lat i więcej, natomiast 5,5% matek rodzi swe dziecko w wieku 19 i mniej lat. Dla porównania liczba zgonów w ciągu ostatnich 30 lat oscylowała od 200 do 300 (w 2008 roku odnotowano 227 zgonów).
Ludność Gibraltaru powoli rośnie. W grudniu 2008 roku liczba mieszkańców wyniosła 29 286. W latach 2005–2008 wskaźnik wzrostu wyniósł +1,76%. Wskaźnik urodzeń w ostatnich kilku latach wynosił od 12 do 15‰ (13,7‰ w 2008 roku). W tym samym okresie wskaźnik zgonów wahał się w przedziale od 6 do 9‰ (7,8‰ w 2008 roku). Dzięki temu Gibraltar od kilku lat notuje dodatni wskaźnik przyrostu naturalnego (+5,9‰ w 2008 roku). Liczba zawartych małżeństw w ciągu ostatnich 35 lat wykazuje stałą tendencję rosnącą. W 1984 roku było ich 398, a w 2008 roku – po raz pierwszy – liczba małżeństw zawartych przekroczyła 1000 (było ich 1062). Oznacza to 2,7-krotny wzrost na przestrzeni ćwierćwiecza.
Rejon Zatoki Gibraltaru zwanej także Zatoką Algeciras to zespół miejski, na który składa się Gibraltar oraz hiszpańska comarca Campo de Gibraltar. Zgodnie z danymi Europejskiej Sieci Obserwacyjnej Rozwoju Terytorialnego i Spójności Terytorialnej, funkcjonalny zespół miejski (ang. Functional Urban Area, FUA) ma 206 000 mieszkańców. Według danych hiszpańskiego Ministerstwa Rozwoju tzw. Wielki Zespół Miejski Zatoki Algeciras (hiszp. Grande Área Urbana) ma 235 572 mieszkańców na powierzchni 583 km², w latach 2001–2011 nastąpił wzrost ludności o 33 494 osób, co stanowi wzrost o 16,6%.

### Grupy etniczne
Obecni Gibraltarczycy są mieszanką rasową i kulturową. W 1704 roku po zajęciu Gibraltaru przez Brytyjczyków prawie cała hiszpańska ludność opuściła terytorium i założyła miasto San Roque. Przez ponad 300 lat na Skałę przybywali migranci zarobkowi. Większość nazwisk noszonych przez obecnych jego mieszkańców ma typowo śródziemnomorskie pochodzenie.
| Miejsce | Pochodzenie                | Procentowy udział nazwisk w rejestrze wyborczym z 1995 roku |
| ------- | -------------------------- | ----------------------------------------------------------- |
| 1       | Brytyjskie                 | 27%                                                         |
| 2       | Hiszpańskie (bez Minorkan) | 24%                                                         |
| 3       | Włoskie                    | 19%                                                         |
| 4       | Portugalskie               | 11%                                                         |
| 5       | Maltańskie                 | 8%                                                          |
| 6       | Żydowskie                  | 3%                                                          |
| 7       | Minorkańskie               | 2%                                                          |
| 8       | Inne                       | 4%                                                          |
| 9       | Niesklasyfikowane          | 2%                                                          |

Spis powszechny z 2001 roku odnotował następujący podział narodowości na Gibraltarze: 83,22% gibraltarska, 9,56% „inna brytyjska”, 3,50% marokańska, 1,19% hiszpańska i 1,00% „inna UE”.

### Język
Językiem urzędowym na półwyspie jest angielski, który używany jest m.in. przez władze, administrację i sądownictwo. Większość mieszkańców jest wielojęzyczna i biegle posługuje się też hiszpańskim. Społeczność marokańska posługuje się językami berberyjskimi i arabskim, podobnie jak hinduska hindi i sindhi. W użyciu są też maltański i hebrajski.
Na półwyspie spotyka się również ludzi posługujących się llanito, rodzimym językiem Gibraltaru, będącym mieszanką dialektu andaluzyjskiego języka hiszpańskiego i brytyjskiego angielskiego z naleciałościami maltańskimi, portugalskimi, genueńskimi i haketia. Często Gibraltarczycy nazywają siebie Llanitos.

### Religia

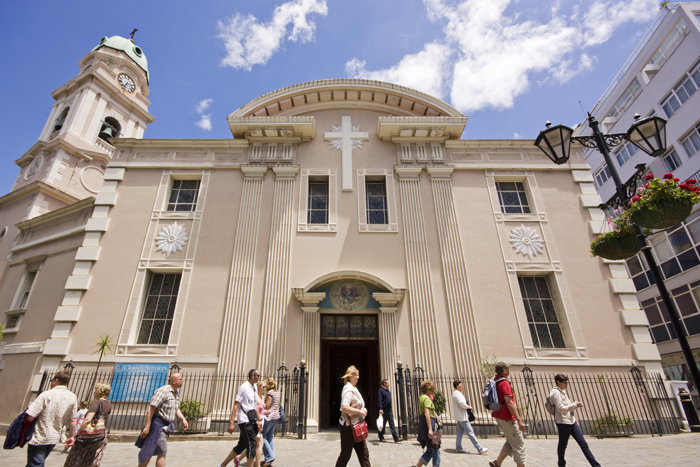
Katedra Najświętszej Maryi Panny Królowej wybudowana w 1462 roku.

Struktura wyznaniowa wszystkich mieszkańców Gibraltaru (według danych ze spisu powszechnego w 2012) przedstawia się następująco: katolicyzm – 72,1%, anglikanizm – 7,7%; metodyści, Kościół Szkocji, zielonoświątkowcy i pozostałe wyznania chrześcijańskie – 3,8%; islam – 3,6%; judaizm – 2,4%; hinduizm – 2,0%; inne i nieokreślone – 1,3%; nie wyznaje żadnej religii – 7,1%.
Wśród rodowitych Gibraltarczyków zdecydowanie przeważają wyznawcy Kościoła rzymskokatolickiego, jest ich 84,1%. Wierni kościoła anglikańskiego stanowią 4,1%; a co 50 Gibraltarczyk jest wyznania mojżeszowego. Nieco inaczej przedstawia się struktura wyznaniowa brytyjskich mieszkańców Gibraltaru – wyznawców kościoła anglikańskiego jest nieco więcej niż kościoła rzymskokatolickiego (stanowią odpowiednio: 33,3% i 21,3%). Do wiary w hinduizm przyznaje się co trzydziesty Brytyjczyk zamieszkujący Gibraltar. Wśród pozostałych narodowości najwięcej wyznawców ma islam i katolicyzm.

## Gospodarka

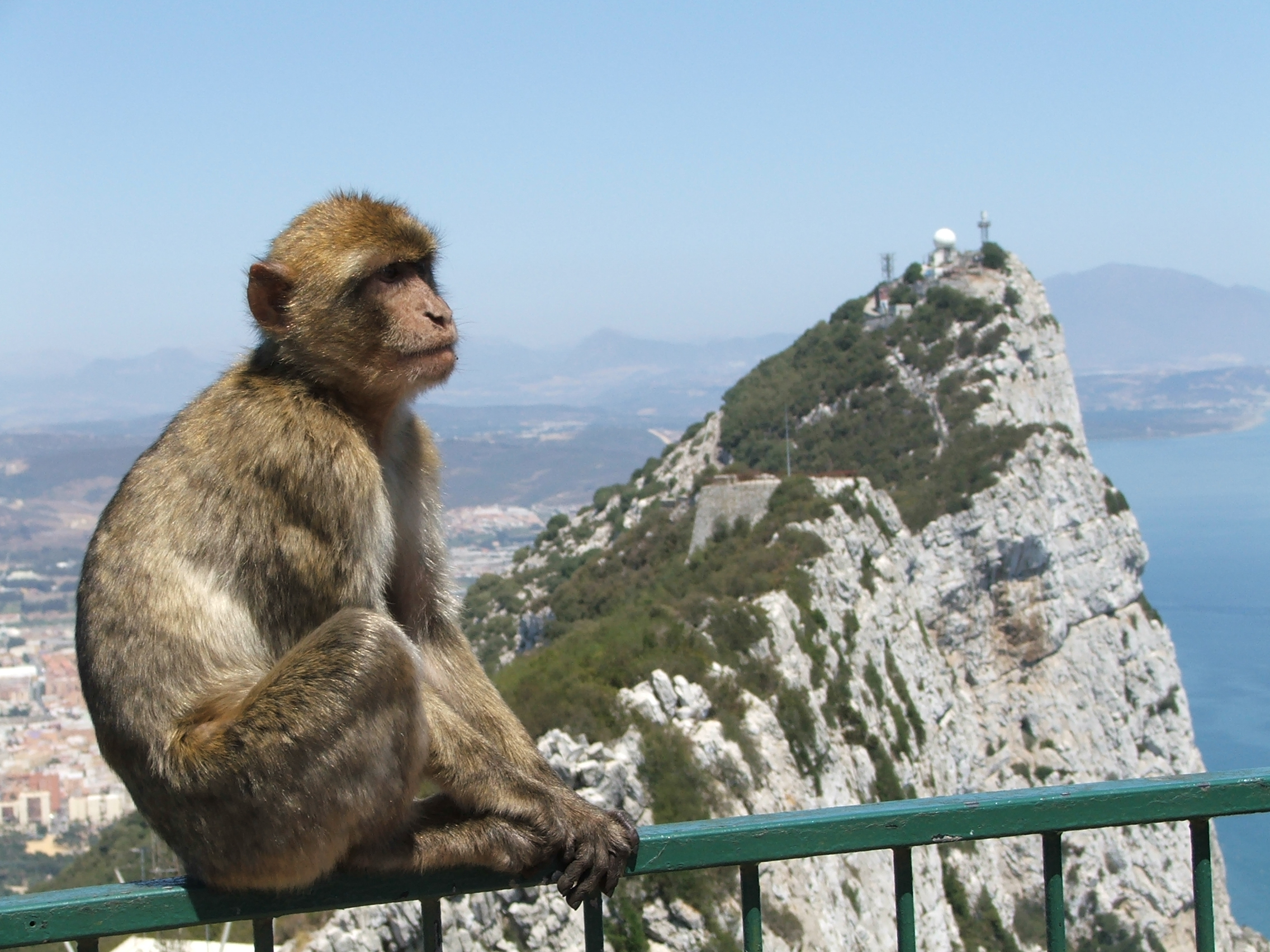
Magot gibraltarski

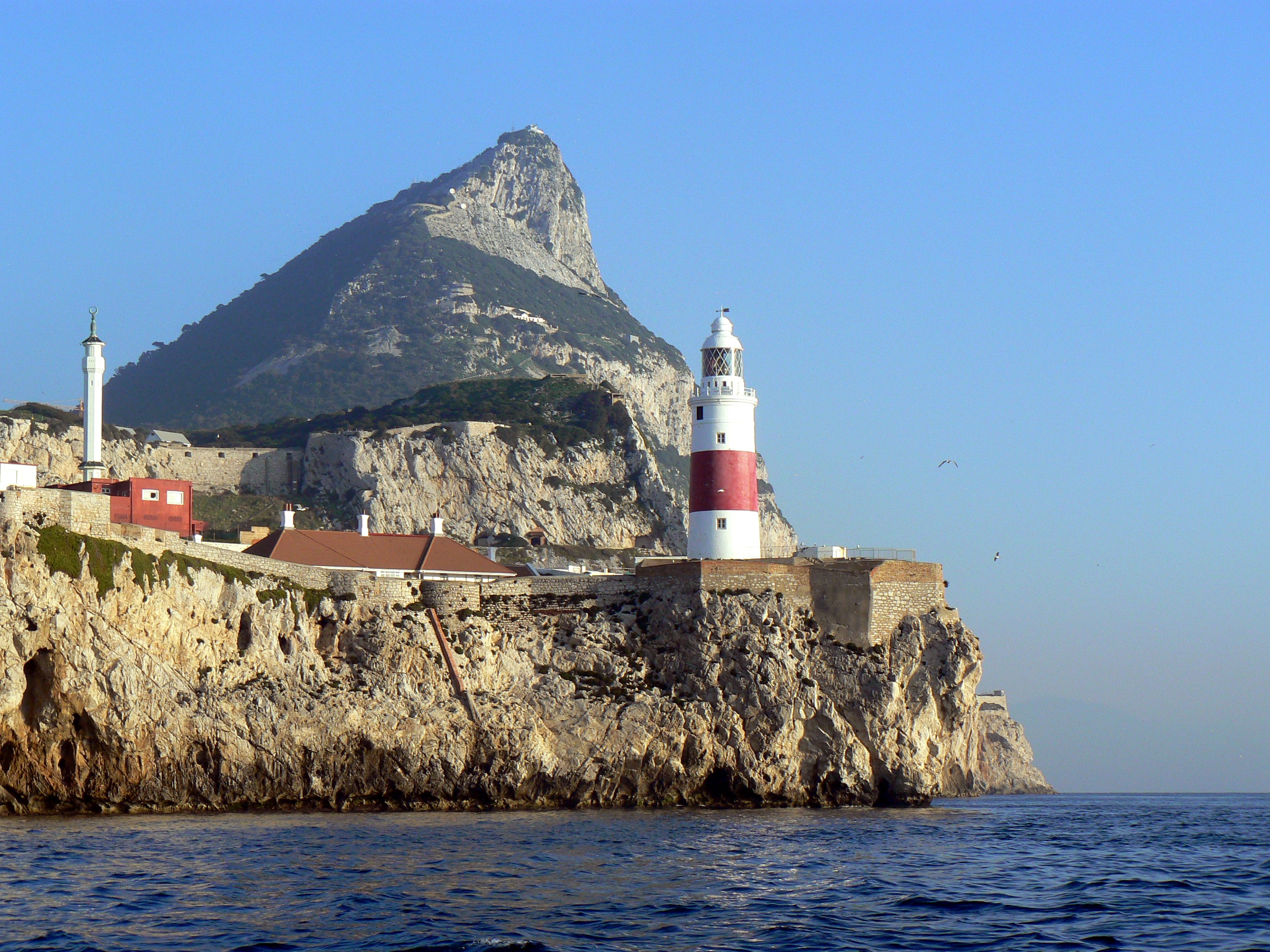
Latarnia morska Europa Point z 1841 roku

Gospodarka Gibraltaru oparta jest głównie na sektorze usług. W przeszłości budżet opierał się na dotacjach na utrzymanie bazy wojskowej – British Forces Gibraltar z brytyjskiego Ministerstwa Obrony, a obecnie większość wpływów pochodzi z sektora żeglugi morskiej, turystyki, handlu, usług finansowych, podatku od zakładów bukmacherskich.
W swojej mowie budżetowej z czerwca 2009 roku szef ministrów Peter Caruana określił gospodarkę terytorium jako będącą w dobrej kondycji pomimo światowego kryzysu finansowego.
Od początku XXI wieku Gibraltar stał się siedzibą wielu firm bukmacherskich oraz z sektora gier online, ze względu na niski podatek dochodowy od osób prawnych. Hazard stanowi jedną czwartą gospodarki, zajmujące się nim firmy warte są 15 mld euro i zatrudniają 3 tys. osób. W styczniu 2011 roku zmieniono zasady opodatkowania przedsiębiorstw prowadzonych przez nierezydentów Gibraltaru i ustalono stawkę podatku CIT na poziomie 10%. Gibraltar wyłączony jest ze wspólnego systemu podatku od wartości dodanej (VAT). W 2017 siedzibę miało tu 32 tys. firm korzystających ze specjalnego statusu terytorium. Znaczna część gospodarki pozostaje w szarej strefie.
W roku budżetowym 2012/2013 produkt krajowy brutto zanotował wzrost o 7,8% w porównaniu do roku poprzedniego. Nadwyżka budżetowa wyniosła 37,17 mln GBP. PKB per capita w 2012 roku wyniósł 41 138 GBP (64 478 USD) i według MFW dało to Gibraltarowi awans z 9 na 4. miejsce na świecie. W 2016 PKB per capita wyniósł 64 tys. euro. Dług publiczny zmalał z 518 mln GBP do 376 mln GBP. W roku budżetowym 2013/2014 rząd planował przychód rzędu 487,4 mln GBP a wydatki w wysokości 470,3 mln GBP.
W roku budżetowym 2019/2020 PKB osiągnął 2,57 mld GIP, natomiast PKB per capita wyniósł 79.707 GIP (121.154, 64 USD). Bazując na statystykach IMF, osiągnięty poziom PKB per capita, plasuje Gibraltar na pierwszym miejscu na świecie.
Walutą obiegową jest funt gibraltarski emitowany przez rząd Gibraltaru na mocy Currency Notes Act z 1934 roku. Nieoficjalnie większość placówek handlowych na terytorium przyjmuje walutę euro na równych zasadach z funtem gibraltarskim, lecz niektóre automaty telefoniczne oraz poczta nie. W 2018 roku został zakwalifikowany na 66. miejscu wśród centrów finansowych świata.

### Emisja gazów cieplarnianych
Emisja równoważnika dwutlenku węgla z Gibraltaru wyniosła w 1990 roku 0,156 Mt, z czego 0,144 Mt stanowiła emisja dwutlenku węgla. W przeliczeniu na mieszkańca emisja wyniosła wówczas 4,93 t dwutlenku węgla, a w przeliczeniu na 1000 dolarów PKB 221 kg. Od tego czasu emisje rosną w dość stałym tempe. Głównym źródłem emisji przez cały czas był transport. W 2018 emisja dwutlenku węgla pochodzenia kopalnego wyniosła 0,681 Mt, a w przeliczeniu na mieszkańca 19,618 t i w przeliczeniu na 1000 dolarów PKB 490 kg.

### Turystyka
Do atrakcji Gibraltaru i Campo de Gibraltar należą m.in.
- Skała Gibraltarska z rezerwatem przyrody Gibraltar Nature Reserve(inne języki), w którym żyje około 300 małp magotów (magoty gibraltarskie)
- Moorish Castle, zamek wybudowany w 711 roku
- St. Michael’s Cave, jaskinia
- Gorham’s Cave, jaskinia wpisana na listę światowego dziedzictwa UNESCO
- Great Siege Tunnels(inne języki), sieć tuneli w skale
- Grand Casemates Square(inne języki), plac
- John Mackintosh Square(inne języki), plac
- Katedra Najświętszej Maryi Panny Królowej wybudowana w 1462 roku
- Katedra Świętej Trójcy wybudowana w 1832 roku
- King's Chapel(inne języki), kaplica
- Latarnia morska Europa Point z 1841 roku
- Gibraltar Cable Car(inne języki), kolej linowa
- Muzeum Narodowe Gibraltaru
- Alameda Gardens, ogród botaniczny
- Żydowska Brama
- Pomnik Władysława Sikorskiego
- Mediterranean Steps(inne języki) (Schody Śródziemnomorskie)
- Carteia(inne języki), stanowisko archeologiczne z ruinami z czasów starożytnych
- Mury z czasów dynastii Marynidów w Algeciras(inne języki)
- Zamek w Jimena de la Frontera(inne języki)
- Zamek w Castellar de la Frontera(inne języki)
- Zamek w Tarifie(inne języki)
- Baelo Claudia, stanowisko archeologiczne z ruinami z czasów Starożytnego Rzymu
- Kościół św. Mateusza(inne języki) z 1506 roku
- meczet Ibrahima al-Ibrahima
- plaże: Valdevaqueros(inne języki) i Los Lancess(inne języki) w Tarifie, będące jednym z największych w Europie centrów windsurfingu i kitesurfingu
- Przylądek Marroquí (Punta de Tarifa), najdalej wysunięty punkt kontynentalnej Europy
- jaskinie z archaicznymi malowidłami: Tajo de las Figuras, Cueva del Moro(inne języki), Cueva de Bacinete(inne języki), Cueva de la Laja Alta(inne języki)

## Transport

### Transport lotniczy
Gibraltar, jak i aglomeracja jest obsługiwany głównie przez dwa porty lotnicze. Port lotniczy Gibraltar leży bezpośrednio na Gibraltarze, w 2017 roku obsłużył 571 184 pasażerów, jednakże obsługuje tylko loty do Wielkiej Brytanii. Międzynarodowy port lotniczy Malaga (największy port lotniczy południowej Hiszpanii), położony 95 km na północny wschód od Gibraltaru, w 2018 roku obsłużył 19 021 704 pasażerów. Jest to międzynarodowy port lotniczy, obsługuje loty z wielu miast europejskich. Kursują autobusy z Gibraltaru do portu lotniczego Malaga. Innymi portami lotniczymi są: międzynarodowy port lotniczy Sewilla, położony 149 km na północny zachód, który w 2019 roku obsłużył 7 544 473 pasażerów oraz lokalny port lotniczy Jerez, oddalony o ok. 92 km na północny zachód, w 2017 roku obsłużył 1 046 251 pasażerów. Po drugiej stronie zatoki leży Helipuerto de Algeciras, heliport z połączeniem do Ceuty, hiszpańskiego miasteczka w Afryce.

### Transport morski
W 2017 roku, port morski Gibraltar obsłużył 404 995 pasażerów. Po drugiej stronie zatoki leży port Algeciras, szósty co do przeładunku port kontenerowy w Europie. Algeciras po drugiej stronie zatoki posiada regularne połączenia promowe z Tangerem w Maroku i z hiszpańską enklawą Ceutą w północnej Afryce.

### Transport kolejowy
Gibraltar nie ma bezpośredniego połączenia kolejowego. W aglomeracji znajduje się kilka lokalnych stacji kolejowych, do najważniejszych należy Algeciras (po drugiej stronie zatoki) oraz San Roque-La Línea (ok. 10 km od portu lotniczego Gibraltar). Z tych dwóch stacji – poprzez linię kolejową 70 – funkcjonuje połączenie w stronę Malagi, gdzie jest możliwość przesiadki na kolej dużych prędkości AVE do głównych miast hiszpańskich i reszty Europy. Ze stacji Algeciras kursują pociągi dalekobieżne InterCity do Madrytu, jak również na krótszych dystansach np. do Grenady, a także – poprzez linię Bobadilla-Algeciras – połączenie do stacji przesiadkowej w Antequera.
W budowie jest połączenie kolejowe Corredor de la Costa del Sol z Malagi, oddalonej na zachód o ok. 100 km.

### Transport drogowy
Przez aglomerację przebiegają autostrada AP7 oraz droga ekspresowa A7 biegnące wzdłuż wschodniego i południowego wybrzeża Hiszpanii, poprzez Malagę, Almerię, Murcję, Alicante, Walencję aż do Barcelony. Autostrada jest częścią trasy europejskiej E15. Mniej ważnymi drogami są: A-405 w kierunku północnym, do Gaucín, jak również A-381 oraz N-340 w kierunku zachodnim, do Jerez de la Frontera i Kadyksu.
Hiszpańska comarca Campo de Gibraltar jest obsługiwana przez miejską sieć autobusową Consorcio de Transporte Metropolitano del Campo de Gibraltar.
Dworzec autobusowy La Línea de la Concepción znajduje się tuż przy Gibraltarze. Na dworcu obsługiwane są dalekobieżne połączenia autobusowe:
- operator CTSA-Portillo(inne języki): trasa do Malagi[50] oraz do Malagi (poprzez Marbellę i port lotniczy Malaga)[50]
- operator Transportes Generales Comes(inne języki): trasa do Kadyksu[51] oraz do Sewilli[52]
- operator ALSA(inne języki): trasa do Kordoby[53] oraz przez Murcję, Alicante, Walencję do Barcelony[54]
- Interbus: trasa do Madrytu[55]

Innym dworcem autobusowym jest San Bernardo w Algeciras, po drugiej stronie zatoki. Kursują stamtąd autobusy dalekobieżne do Malagi, Kadyksu, Sewilli, Madrytu; a także do Granady, Kordoby, Almerii i na północ Hiszpanii (do La Coruña czy Bilbao).

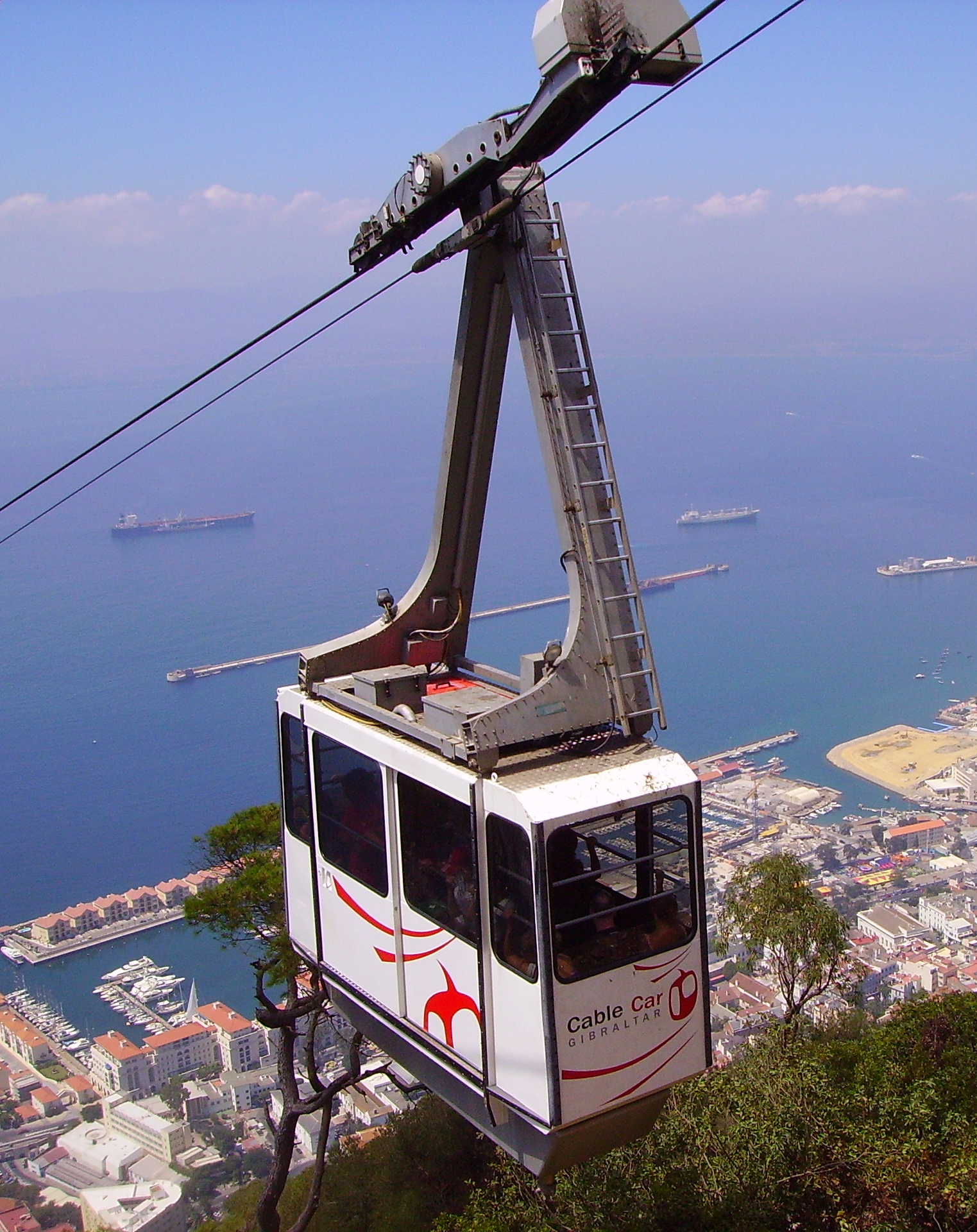
Kolej linowa Gibraltar Cable Car(inne języki)
Port lotniczy Gibraltar obsługuje połączenia głównie do Wielkiej Brytanii
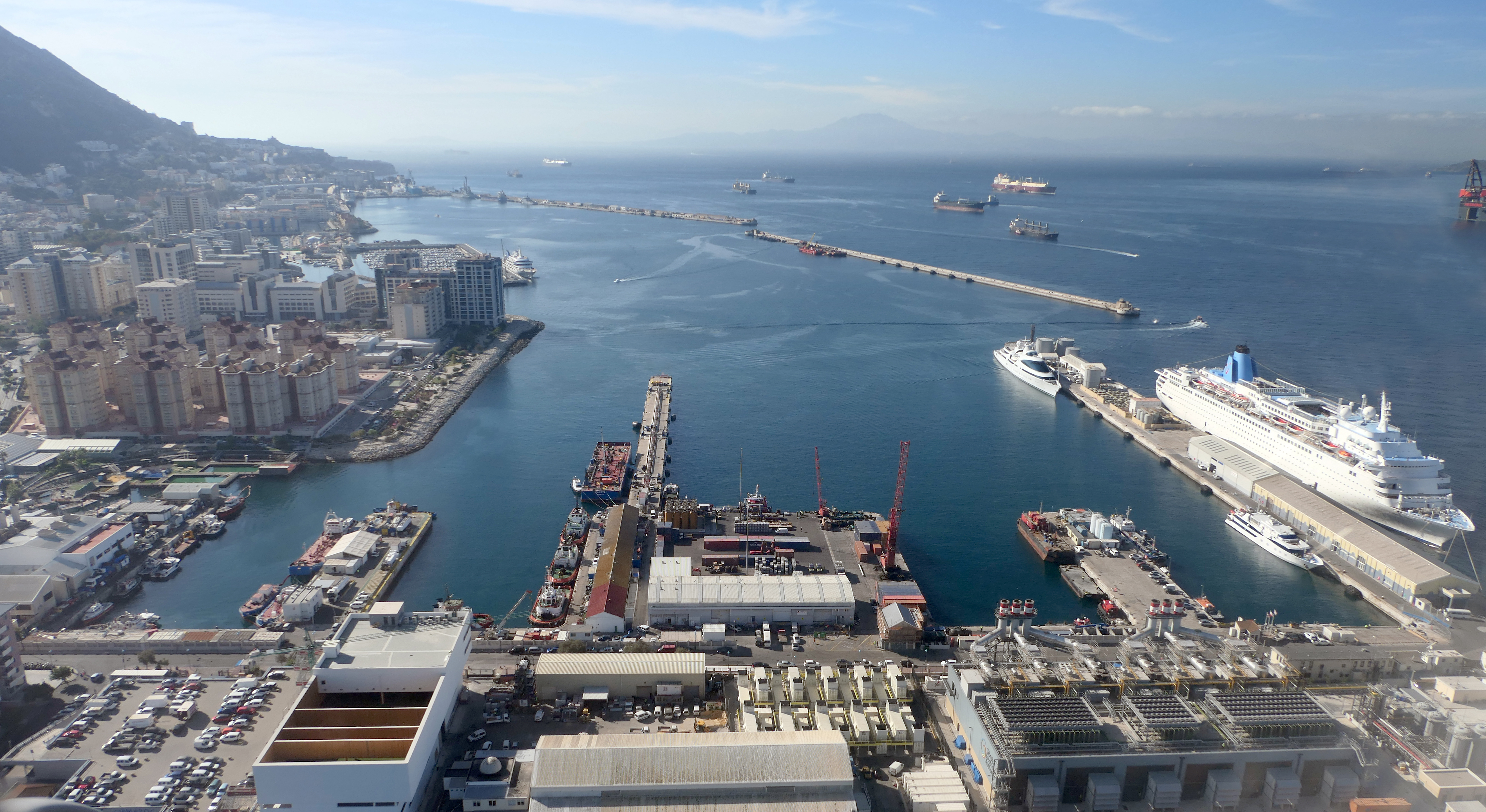
Port morski Gibraltar

## Telekomunikacja
Gibraltar ma cyfrową centralę telefoniczną obsługiwaną przez infrastrukturę światłowodową i miedzianą. Największym operatorem telekomunikacyjnym na Gibraltarze jest Gibtelecom, obsługujący również telefonię komórkową. Krajową domeną najwyższego poziomu używaną na terytorium jest .gi

## Opieka zdrowotna
Wszyscy Gibraltarczycy mają dostęp do darmowej opieki zdrowotnej w publicznych oddziałach centrum zdrowia i szpitalach. Wszyscy inni obywatele brytyjscy są również objęci darmowym leczeniem w czasie pobytów do 30 dni, pod warunkiem okazania ważnego paszportu brytyjskiego. Inni obywatele Unii Europejskiej mają takie samo prawo do leczenia po okazaniu ważnej Europejskiej Karty Ubezpieczenia Zdrowotnego. Gibraltarscy studenci i emeryci mają zagwarantowane darmowe leczenie stomatologiczne i bezpłatny dostęp do przepisanych leków. Pierwsza pomoc medyczna jest oferowana przez szpital św. Bernarda i centrum zdrowia, opieka psychiatryczna dostępna jest w szpitalu króla Jerzego V.

## Edukacja

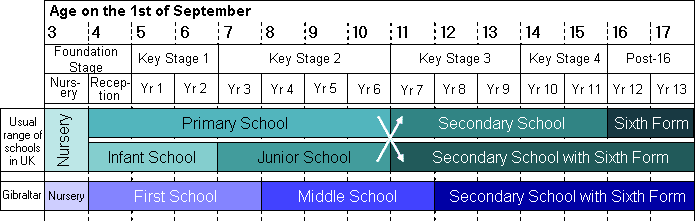
Porównanie brytyjskiego i gibraltarskiego modelu edukacji

System edukacji w Gibraltarze oparty jest w większości na modelu brytyjskim. Gibraltar posiada piętnaście szkół publicznych, jedną szkołę prowadzoną przez ministerstwo obrony i jedną szkołę prywatną. Szkolnictwo wyższe na terytorium nie funkcjonuje i aby kontynuować edukację, przyszli studenci muszą wyjeżdżać do Wielkiej Brytanii. Rząd Gibraltaru w pełni opłaca studentom z terytorium pożyczki studenckie zaciągnięte na kontynuowanie edukacji. W 2005 roku poza Gibraltarem edukację wyższą pobierało 135 studentów, a w 2012 roku – 229.

## Kultura

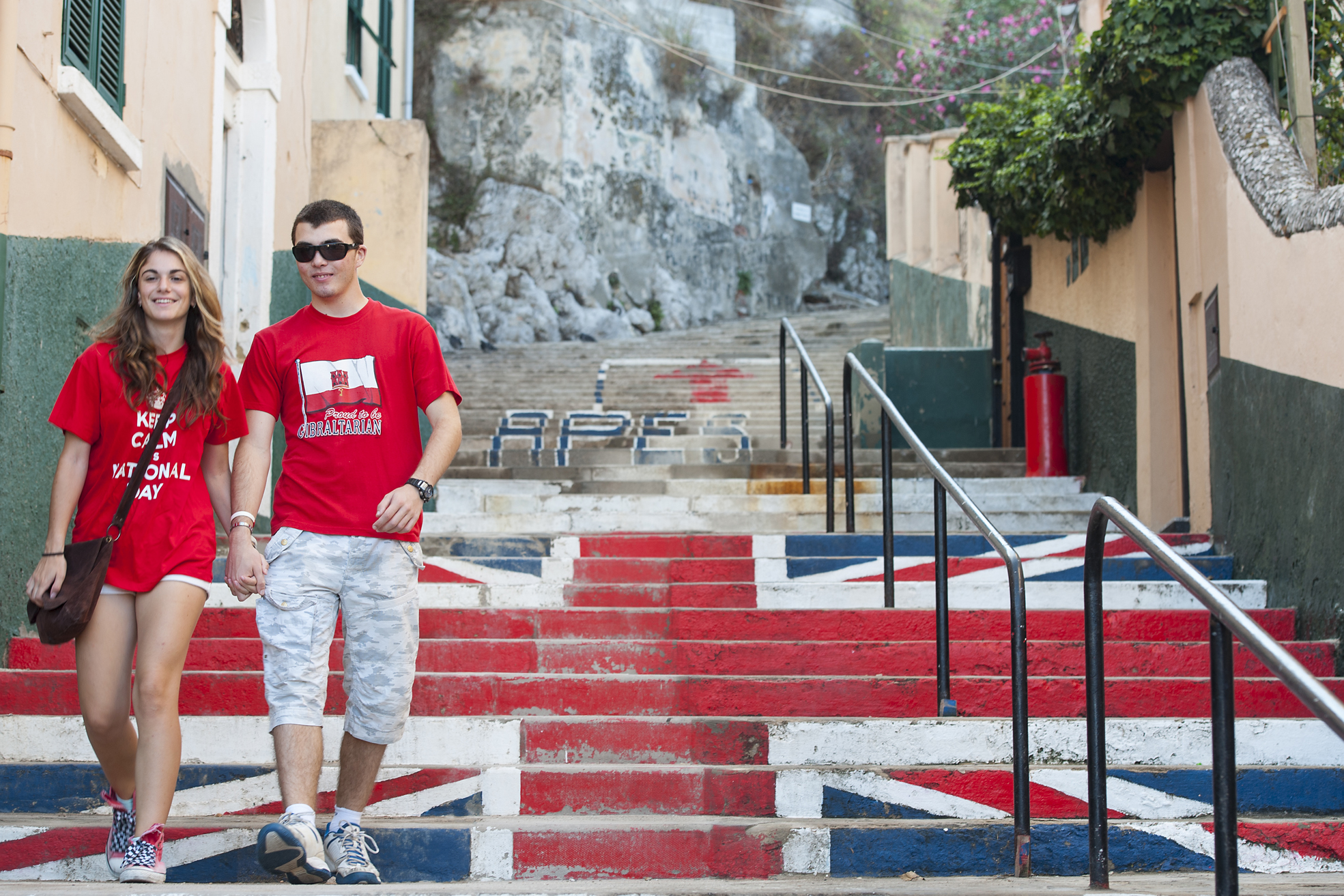
Gibraltar National Day (2013)

Kultura Gibraltaru odzwierciedla różnorodne pochodzenie jego mieszkańców. Na półwyspie najsilniejsze są wpływy brytyjskie, ponieważ Gibraltar jest terytorium zamorskim Wielkiej Brytanii, oraz hiszpańskie ze względu na bliskość tego kraju.
Rocznica referendum z 1967 roku corocznie obchodzona jest w Gibraltarze jako święto państwowe – ‘Gibraltar National Day’. Tego dnia większość Gibraltarczyków ubiera się w barwy narodowe i świętuje na ulicach. 4 sierpnia 2004 roku w 300 rocznicę zdobycia Gibraltaru przez Brytyjczyków mieszkańcy utworzyli ludzki łańcuch wokół Skały Gibraltarskiej. 4 czerwca 2012 roku na wodach Zatoki Gibraltarskiej miała miejsce parada łodzi, upamiętniająca 60. rocznicę panowania Elżbiety II.
Za nadawanie sygnału radiowego i telewizyjnego odpowiada publiczny nadawca Gibraltar Broadcasting Corporation. Dodatkowo wojskowy nadawca British Forces Broadcasting Service dostarcza w ograniczonym zakresie drogą kablową swój własny program telewizyjny dla wojskowych. Największą i najstarszą gazetą codzienną jest „Gibraltar Chronicle”, wychodząca 6 dni w tygodniu.
Pierwszą książką napisaną przez rodowitego Gibraltarczyka była wydana w 1929 roku Barbarita Héctora Licudi. W latach 40. i 50. XX wieku opublikowano kilka antologii poezji miejscowych poetów. Sam Benady oraz Mary Chiappe napisali serię powieści detektywistycznych opisujących losy fikcyjnego detektywa Bresciano, umiejscowionych w XIX-wiecznym Gibraltarze.
Co roku odbywa się tu Gibraltar Music Festival.
Głównym ogrodem botanicznym jest Gibraltar Botanic Gardens.

## Sport

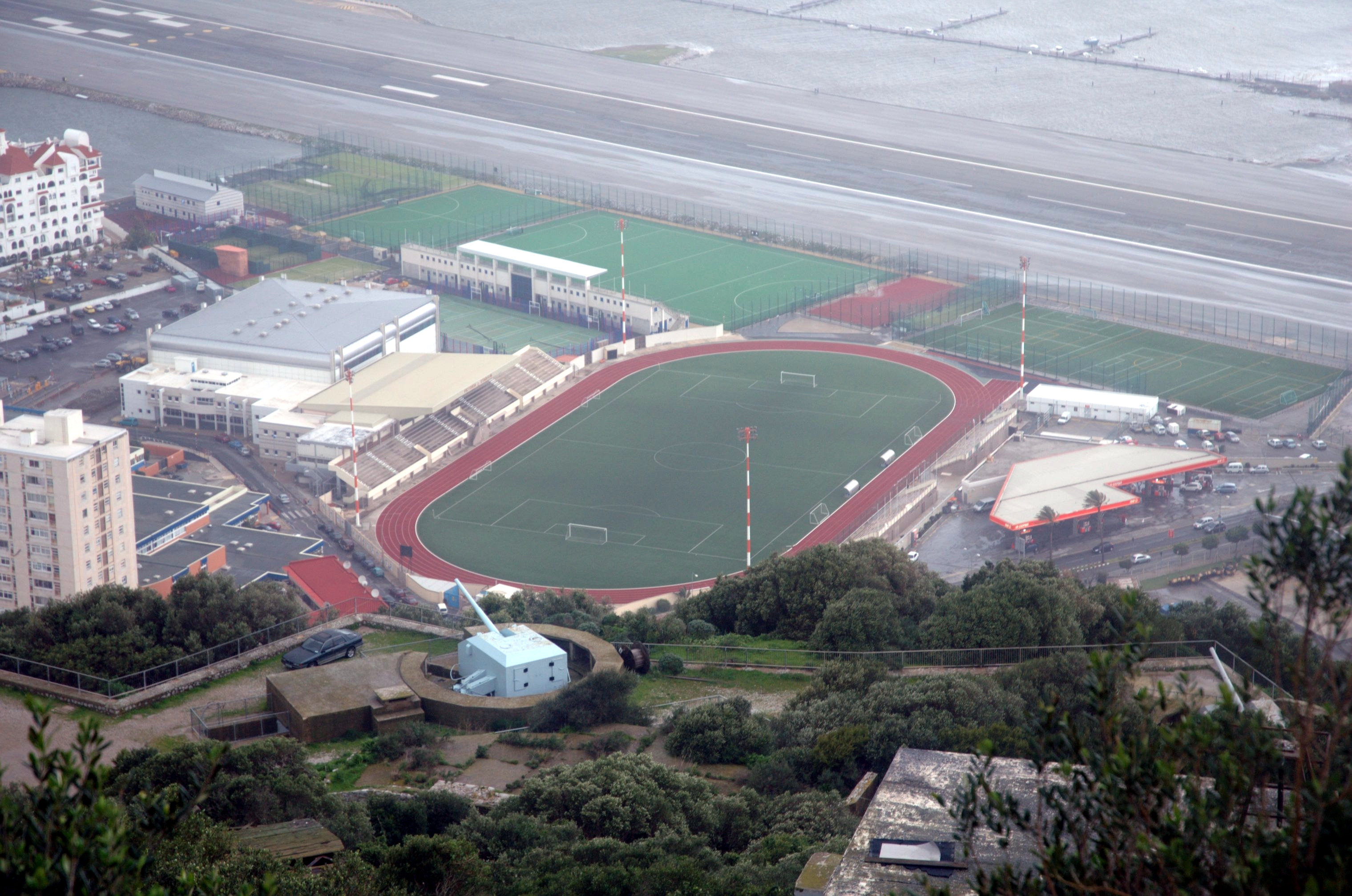
Victoria Stadium

Sport odgrywa dużą rolę w życiu Gibraltarczyków, a zakres uprawianych na półwyspie dyscyplin jest bardzo szeroki. Rząd Gibraltaru jest zobowiązany do finansowego wspierania lokalnych stowarzyszeń sportowych. Gibraltar bierze udział w różnych wydarzeniach sportowych, w 1995 roku był gospodarzem Island Games.
Ze strony rządowej osobą odpowiedzialną za sprawy sportu jest Minister Kultury, Sportu, Dziedzictwa i Młodzieży. Rząd dostrzega korzyści płynące z udziału Gibraltarczyków w zajęciach sportowych i rekreacyjnych, dlatego szczególną wagę przywiązuje się do możliwie szerokiego dostępu do obiektów do uprawiania tych sportów, a także ich bezpłatnego udostępniania. Głównym obiektem sportowym jest wielofunkcyjny Victoria Stadium. W 2016 roku planowane jest otwarcie nowego stadionu piłkarskiego Europa Point Stadium. Gibraltar posiada swoją reprezentację w piłce nożnej, na jego terytorium prowadzone są rozgrywki ligowe w tej dyscyplinie. Wszystkie mecze odbywają się na Victoria Stadium. Gibraltarską piłką zarządza Gibraltarski Związek Piłki Nożnej, członek UEFA od 2013 oraz FIFA od 2016 roku. Podlegają mu także drużyny futsalowe.
Podobną popularnością cieszy się krykiet. W latach 2000 i 2002 reprezentacja zdobyła Mistrzostwo Europy drugiej dywizji. Poza tym terytorium ma swoje reprezentacje m.in. w rugby, darcie, koszykówce mężczyzn, koszykówce kobiet, piłce siatkowej kobiet i piłce siatkowej mężczyzn.

## Policja

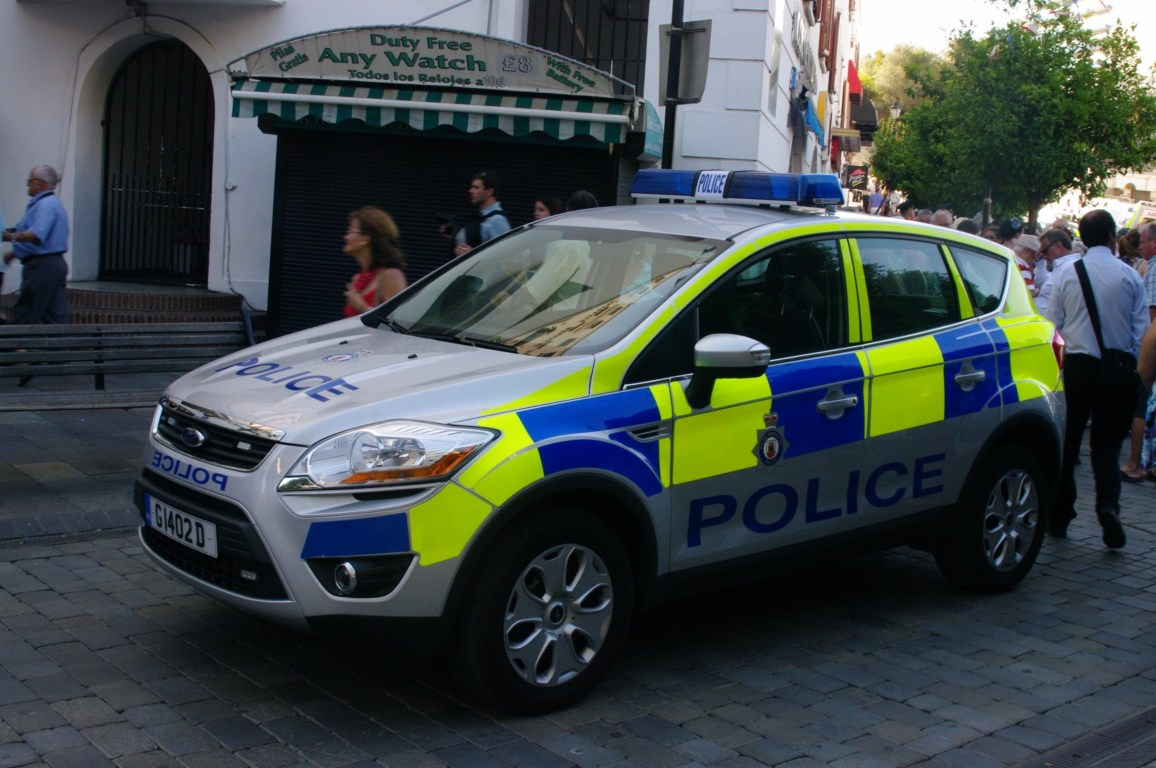
Radiowóz gibraltarskiej policji

Królewska Policja Gibraltaru (Royal Gibraltar Police) została powołana do życia 25 czerwca 1830 roku, w dniu, w którym Gibraltar stał się kolonią królewską. Zaraz po policji londyńskiej jest najstarszą ciągle istniejącą formacją policyjną w byłym Imperium Brytyjskim. 12 czerwca 1992 roku królowa Elżbieta II nadała jednostce prefiks Królewska. Jednostka zatrudnia obecnie około 220 funkcjonariuszy.
Umundurowanie konstabli i sierżantów biorących udział w pieszych patrolach jest identyczne z tym, które jest używane w całej Wielkiej Brytanii. Również wozy policyjne mają tę samą kolorystykę, ale z uwagi na obowiązujący na Gibraltarze ruch prawostronny, kierownica w aucie umieszczona jest po lewej stronie.

## Miasta partnerskie
- Ballymena, Wielka Brytania
- Funchal, Portugalia
- Gibraltar, Wenezuela